# Меморіальні та анотаційні дошки Солом’янського району

## Меморіальні дошки

### На честь людей
| Зображення | Кому присвячено | Адреса | Рік встановлення                                     |
|            | Аболмасову Андрію Вікторовичу (1969—2014) — герою АТО, старшому сержанту медичної служби, фельдшеру батальйону «Айдар». | вул. О. Білецького, 16 (будівля Київського медичного коледжу ім. Гаврося)                                                      | 2015                                                 |
|            | Амосову Миколі Михайловичу (1913—2002) — видатному лікарю, вченому, педагогу, письменнику | вул. Миколи Амосова, 2 (житловий будинок)                                                                                      | 2003                                                 |
|            | Антонову Олегу Костянтиновичу (1906—1984) — видатному радянському авіаконструктору, ім'я якого носить вулиця | вул. Антонова, 3 |                                                      |
|            | Антропову Льву Івановичу (1913—1994) — вченому-електрохіміку, який працював в Київському політехнічному інституті (1960—1994) | пр-т Перемоги, 37, корпус 4 (корпус хіміко-технологічного факультету НТУУ КПІ)                                                 | 1994                                                 |
|            | Афанасу Олегу Андрійовичу (1991—2016) — герою АТО, снайперу-розвіднику | вул. Зелена, 12 (будівля школи № 12)                                                                                           | 2017                                                 |
|            | Бардіну Івану Павловичу (1883—1960) — випускнику КПІ, вченому-металургу, організатору та керівнику багатьох металургійних заводів, Інституту металургії АН СРСР. | пр-т Перемоги, 37, корпус 4 (корпус хіміко-технологічного факультету НТУУ КПІ)                                                 | 1984                                                 |
|            | Башті Трифону Максимовичу (1904—1987) — відомому вченому-гідравліку, доктору технічних наук, засновнику української наукової школи промислової гідравліки | пр-т Любомира Гузара, 1 (на будівлі Національного авіаційного університету)                                                    |                                                      |
|            | Боброву Вікторіну Флавіановичу (1884—1946) — ректору Київського політехнічного інституту, першому директору Київського авіаційного заводу | пр-т Перемоги, 37, корпус 5 (житловий будинок)                                                                                 | 1972, замінено в 1983                                |
|            | Вишкварку Віктору Валентиновичу (1969—2015) — герою АТО, бійцю 128-ї окремої бригади (навчався в школі № 178) | пр-т Повітрофлотський, 22 (будівля гімназії № 178)                                                                             | 2016                                                 |
|            | Гавелу Вацлаву (1936—2011) — чеському письменнику, правозахиснику, президенту Чеської Республіки | бульвар Вацлава Гавела, 1/28 (будівля Солом'янського РАГСу)                                                                    | 2016                                                 |
|            | Гаврилюку Андрію Петровичу (1980—2015) — герою АТО, старшому сержанту Збройних сил України (навчався в школі № 71) | провулок Польовий, 10 (будівля школи № 71)                                                                                     | 2015                                                 |
|            | Гавросю Павлу Іллічу — військовому лікарю першого рангу, першому директору Київського медичного училища № 2 | вул. О. Білецького, 16 (будівля Київського медичного коледжу ім. Гаврося)                                                      | 2019                                                 |
|            | Гаджі Петру Мироновичу (1966-2014) - учаснику Революції Гідності, герою Небесної Сотні | вул. Преображенська, 27 (житловий будинок)                                                                                     | 2015                                                 |
|            | Гватуа Нонні Акакіївні (1928—1988) — лікарю-кардіологу, доктору медичних наук, професору | вул. Народного ополчення, 5 (будівля Інституту кардіології імені академіка М. Д. Стражеска)                                    | 1998                                                 |
|            | Герасимову Івану Олександровичу (1921—2008) — генералу армії, командувачу військами Червонопрапорного Київського військового округу (1973—1984) | пр-т Повітрофлотський, 6 | 2010                                                 |
|            | Гладинюку Григорію Пантелеймоновичу (1833—1911) — київському меценату, благодійнику та на честь 100-річчя від дня закінчення будівництва будівлі | вул. Клінічна, 25 | 2015                                                 |
|            | Голего Миколі Лукичу (1914—2012) — українському вченому-механіку, доктору технічних наук, заслуженому діячу науки і техніки УРСР, фундатору і ректору Київського інституту інженерів цивільної авіації | пр-т Любомира Гузара, 1 (на будівлі Національного авіаційного університету                                                     | 2018                                                 |
|            | Горовенку Григорію Гавриловичу (1914—1986) — видатному торакальному хірургу і вченому | вул. Амосова, 10 (будівля Національного інституту серцево-судинної хірургії імені М. Амосова)                                  | 2014                                                 |
|            | Гречку Андрієві Антоновичу (1903—1976) — радянському воєначальнику, двічі Герою Радянського Союзу, маршалу Радянського Союзу | пр-т Повітрофлотський, 6 (на будівлі Міністерства оборони України)                                                             | 1977                                                 |
|            | Грицюку Олександру Йосиповичу (1923—1990) — українському клініцисту, лікарю-терапевту-кардіологу, вченому | вул. Народного ополчення, 5 (будівля Інституту кардіології імені академіка М. Д. Стражеска)                                    | 1998                                                 |
|            | Громашевському Льву Васильовичу (1887—1980) — видатному вченому-епідеміологу | вул. Миколи Амосова, 5 (будівля Інститут епідеміології та інфекційних хвороб ім. Л. В. Громашевського)                         | 1982                                                 |
|            | Денисенку Григорію Івановичу (1919—1998) — ректору КПІ (1970—1987) | пр-т Перемоги, 37 (на будівлі науково-технічної бібліотеки КПІ)                                                                | 1998                                                 |
|            | Капніст Марії Ростиславівні (1914—1993) — видатній актрисі, яка жила в будинку № 13 на вул. Кавказькій | вул. Кавказька, 5 (житловий будинок)                                                                                           | 2014                                                 |
|            | Книшову Геннадію Васильовичу (1934—2015) — видатному кардіохірургу, доктору медичних наук, професору, академіку НАН України, академіку АМНУ, директору Інституту серцево-судинної хірургії ім. М.Амосова АМНУ | вул. Янгеля, 14/1 (житловий будинок)                                                                                           | 2016                                                 |
|            | Ковальову Олексію Леонтійовичу (1915—1991) — повному кавалеру ордена Слави | вул. Василя Липківського, 33                                                                                                   |                                                      |
|            | Кондратьєву Ярославу Юрійовичу (1948—2005) — ректору Національної академії внутрішніх справ України, заслуженого юриста, професора | пр-т Повітрофлотський, 53 (на будівлі Юридичного ліцею імені Ярослава Кондратьєва)                                             |                                                      |
|            | Корольову Сергію Павловичу (1907—1966) — радянському вченому, конструктору космічних кораблів, двічі Герою Соціалістичної Праці, академіку | пр-т Перемоги, 37, корпус 1 | 1968                                                 |
|            | Кочергіній Феодорі Григорівні (1942—2017) — українській баскетболістці, тенеру жіночої збірної України з баскетболу, Заслуженому майстру спорту СРСР (1965), Заслуженому тренеру України (1991) | бульвар В. Гавела, 46 (на будівлі Київського спортивного ліцею-інтернату)                                                      | 2018                                                 |
|            | Кравчуку Михайлу Пилиповичу (1892—1942) — видатному математику, педагогу, громадському діячу | пр-т Любомира Гузара, 1 (на будівлі Національного авіаційного університету)                                                    | 2011                                                 |
|            | Кудряшову Володимиру Сидоровичу (1909—1942) — учаснику Київського підпілля в часи Другої світової війни | вул. Архітектора Кобелєва, 1/5 (на будівлі Київського вищого професійного училища залізничного транспорту ім. В. С. Кудряшова) | 1974                                                 |
|            | Кудряшову Володимиру Сидоровичу (1909—1942) — учаснику Київського підпілля в часи Другої світової війни | вул. Івана Ползунова, 2 (на будівлі Київського електровагоноремонтного заводу)                                                 | 1955                                                 |
|            | Кухтенку Олександру Івановичу (1914—1994) — видатному вченому в галузі механіки і технічної кібернетики | пр-т Любомира Гузара, 1 (на будівлі Національного авіаційного університету                                                     | 2006                                                 |
|            | Куцмаю В'ячеславу Васильовичу (1986—2018) — герою АТО, старшому оператору взводу розвідки (навчався в школі № 46) | вул. Василенка, 10 (будівля школи № 46)                                                                                        | 2020                                                 |
|            | Липківському Василю Костянтиновичу (1864—1937) — церковному реформатору, проповіднику, педагогу, письменнику і перекладачу | вул. Патріарха Мстислава Скрипника, 20/1 (на будівлі Покровської церкви)                                                       | 1996                                                 |
|            | Люльці Архипу Михайловичу (1908—1984) — випускнику КПІ, академіку, розробнику конструкції першого у світі двоконтурного турбореактивного двигуна | пр-т Перемоги, 37 |                                                      |
|            | Мартиросяну Саркісу Согомоновичу (1900—1984) — радянському військовому діячеві, генерал — лейтенанту, Герою Радянського Союзу, який в 1943 році брав участь у визволенні Києва від німецько-фашистських загарбників | вул. Мартиросяна, 1/18 | 1985                                                 |
|            | Менделєєву Дмитру Івановичу (1834—1907) — видатному вченому-хіміку, голові першої екзаменаційної комісії КПІ | пр-т Перемоги, 37, корпус 1 | 2003                                                 |
|            | Міхньову Анатолію Львовичу (1909—1970) — лікарю-кардіологу, доктору медичних наук, професору | вул. Народного ополчення, 5 (будівля Інституту кардіології імені академіка М. Д. Стражеска)                                    |                                                      |
|            | Мовчану Андрію Сергійовичу (1980—2014) — герою Небесної Сотні | вул. Архітектора Кобелєва, 1/5 (на будівлі Київського вищого професійного училища залізничного транспорту ім. В. Кудряшова);   | 2015                                                 |
|            | Мовчану Андрію Сергійовичу (1980—2014) — герою Небесної Сотні | вул. Івана Огієнка, 19 (на будівлі Державного економіко-технологічного університету транспорту)                                | 2015                                                 |
|            | Недбайлу Анатолію Костянтиновичу (1923—2008) — радянському військовому льотчику, двічі Герою Радянського Союзу, генерал-лейтенанту авіації | пр-т Повітрофлотський, 50/2 | 2021                                                 |
|            | Павловському Михайлу Антоновичу (1942—2004) — видатному вченому та державному діячу | пр-т Перемоги, 37, корпус 28                                                                                                   | 2007                                                 |
|            | Патону Євгену Оскаровичу (1870—1953) — видатному вченому, засновнику радянської школи електрозварювання | пр-т Перемоги, 37, корпус 1 | 1970                                                 |
|            | Пенькову Олександру Михайловичу (1906—1968) — відомому вченому в галузі механіки, доктору технічних наук, який працював в Київському авіаційному університеті | пр-т Любомира Гузара, 1 (на будівлі НАУ)                                                                                       | 1971                                                 |
|            | Плигунову Олександру Сергійовичу (1904—1975) — вченому-хіміку, ректору КПІ, професору | пр-т Перемоги, 37, корпус 4 (корпус хіміко-технологічного факультету НТУУ КПІ)                                                 | 1998                                                 |
|            | Покришкіну Олександру Івановичу (1913—1985) — маршалу авіації, легендарному льотчику | пр-т Повітрофлотський, 6 (на будівлі Міністерства оборони України)                                                             | 2013                                                 |
|            | Пулюю Івану Павловичу (1845—1918) — видатному вченому-фізику, першовідкривачу Х-променів | вул. Івана Пулюя, 5 (житловий будинок)                                                                                         | 2015                                                 |
|            | Рильському Максиму Тадейовичу (1895—1964) — українському поетові, який викладав в школі № 7 | пров. Платонівський, 3 (на будівлі школи № 7)                                                                                  | 2005                                                 |
|            | Садов'яку Дмитру Миколайовичу (1948—2015) — доктору богослов'я, протоієрею, відновлювачу служіння українського військового духовенства | вул. Патріарха Мстислава Скрипника, 20/1 (на будівлі Покровської церкви)                                                       | 2016                                                 |
|            | Сікорському Ігорю Івановичу (1889—1972) — відомому авіаконструктору, вченому-винахіднику, філософу | пр-т Перемоги, 37, корпус 6 | 1998                                                 |
|            | Соколову Анатолію Михайловичу (1911—1942) — випускнику училища, учаснику Другої світової війни, Герою Радянського Союзу, військовому комісару ескадрильї 129-го винищувального авіаційного полку | вул. Архітектора Кобелєва, 1/5 (на будівлі Київського вищого професійного училища залізничного транспорту ім. В. С. Кудряшова) |                                                      |
|            | Фіалкову Юрію Яковичу (1931—2002) — вченому фізико-хіміку, професору | пр-т Перемоги, 37, корпус 4 (корпус хіміко-технологічного факультету НТУУ КПІ)                                                 | 2003                                                 |
|            | Фролову Аркадію Федоровичу (1931—2014) — одному з провідних учених в галузі епідеміології, вірусології, інфектології, директору Інституту епідеміології та інфекційних хвороб ім. Л. В. Громашевського НАМН України (1981—1992) | вул. М. Амосова, 5 | 2016                                                 |
|            | Харченку Максиму Борисовичу (1978—2014) — герою АТО, який загинув під Іловайськом (навчався в школі № 67) | вул. Героїв Севастополя, 9-а (на будівлі школи № 67)                                                                           | 2016                                                 |
|            | Цепуну Андрію Михайловичу (1978—2014) — учаснику Революції Гідності, герою Небесної Сотні (навчався в НАУ) | пр-т Любомира Гузара, 1 (будівля Національного авіаційного університету)                                                       | 2015, замінено в 2018                                |
|            | Чвіруку Володимиру Петровичу (1935—2008) — вченому-електрохіміку, доктору технічних наук, заслуженому діячеві науки і техніки України | пр-т Перемоги, 37, корпус 4 (корпус хіміко-технологічного факультету НТУУ КПІ)                                                 |                                                      |
|            | Челомею Володимиру Миколайовичу (1914—1984) — радянському механіку, фахівцю в галузі динаміки стійкості складних коливальних систем, генеральному конструктору ракетно-космічної техніки, дійсному члену АН СРСР, дійсному члену Міжнародної академії астронавтики | пр-т Л. Гузара, 1 (будівля Національного авіаційного університету)                                                             |                                                      |
|            | Черняховському Івану Даниловичу (1907—1945) — випускнику військового училища, генералу армії, радянському воєначальнику, двічі Герою Радянського Союзу | пр-т Повітрофлотський, 28 (будівля Національного університету оборони України імені І. Черняховського)                         | 1954                                                 |
|            | Шаповалу Максиму Михайловичу (1978—2017) — розвіднику, учаснику АТО | вул. Кудряшова, 20-в (житловий будинок)                                                                                        | 2018                                                 |
|            | Юрченку Олександру Григоровичу (1934—2010) — професору, доктору хімічних наук, професору, академіку Академії наук вищої школи України, професору НТУУ «КПІ» | пр-т Перемоги, 37, корпус 4 (корпус хіміко-технологічного факультету НТУУ КПІ)                                                 |                                                      |
|            | Якубовському Івану Гнатовичу (1911—1976) — видатному військовому діячеві, маршалу Радянського Союзу | пр-т Повітрофлотський, 6 (будівля Міністерства оборони України)                                                                | 1977                                                 |
|            | Янгелю Михайлу Кузьмовичу (1911—1971) — видатному вченому і конструктору, творцеві ракетно-космічної техніки | вул. Академіка Янгеля, 2 (житловий будинок)                                                                                    | 1981                                                 |
|            | Меморіальна дошка «Зодчі» — архітекторам, що збудували Київський політехнічний інститут: Ієроніму Севастяновичу Кіттнеру (1839—1929) — російському архітектору; Олександру Васильовичу Кобелєву (1860—1942) — київському архітектору, педагогу, члену Петербурзької спілки архітекторів; Володимиру Івановичу Лиховодову (1929—2010) — головному архітектору КПІ, лауреату Державної премії УРСР в галузі архітектури, лауреату Премії Ради Міністрів СРСР | пр-т Перемоги, 37, корпус 1 | Встановлено в 2018 на честь 120-річчя заснування КПІ |